# Love Rears Its Ugly Head
"Love Rears Its Ugly Head" is een nummer van de Amerikaanse band Living Colour. Het nummer verscheen op hun album Time's Up uit 1990. Dat jaar werd het nummer uitgebracht als de tweede single van het album.

## Achtergrond
"Love Rears Its Ugly Head" is geschreven door zanger en gitarist Vernon Reid en geproduceerd door Ed Stasium. Het is geschreven in de stijl van het grootste deel van het werk van de groep tot dan toe: een rocknummer met r&b-invloeden, vooral in de zang. Het is vooral bekend van het funkachtige gitaarloopje die tijdens het hele nummer aanwezig is. Het nummer bevat een sample uit "Lush Life" van Nat King Cole.
"Love Rears Its Ugly Head" bereikte in de Verenigde Staten de Billboard Hot 100 weliswaar niet, maar behaalde hier wel de achtste plaats in de Modern Rock Tracks-lijst en plaats 28 in de Mainstream Rock-lijst. In Nederland kwam de single tot de twaalfde plaats in de Top 40 en de zestiende plaats in de Nationale Top 100. In het Verenigd Koninkrijk werd een remix van het nummer uitgebracht op single onder de titel "Soul Power Mix": de zang werd opnieuw opgenomen en de muziek kent minder rockinvloeden. Deze versie behaalde de twaalfde plaats in de UK Singles Chart.
In 2008 bracht de Deense singer-songwriter Tim Christensen een nummer met de titel "Love Rears Its Ugly Head" uit op zijn album Superior. Toen hij een tekst moest schrijven voor een tot dan toe instrumentaal nummer, wist hij geen titel die op de muziek paste. Hij leende de titel van het nummer van Living Colour, maar was vergeten dat het een van hun grootste hits was.

## Hitnoteringen

### Nederlandse Top 40
| Hitnotering: 08-12-1990 t/m 19-01-1991 | Hitnotering: 08-12-1990 t/m 19-01-1991 | Hitnotering: 08-12-1990 t/m 19-01-1991 | Hitnotering: 08-12-1990 t/m 19-01-1991 | Hitnotering: 08-12-1990 t/m 19-01-1991 | Hitnotering: 08-12-1990 t/m 19-01-1991 | Hitnotering: 08-12-1990 t/m 19-01-1991 | Hitnotering: 08-12-1990 t/m 19-01-1991 |
| Week                                   | 1                                      | 2                                      | 3                                      | 4                                      | 5                                      | 6                                      |                                        |
| -------------------------------------- | -------------------------------------- | -------------------------------------- | -------------------------------------- | -------------------------------------- | -------------------------------------- | -------------------------------------- | -------------------------------------- |
| Positie                                | 25                                     | 16                                     | 12                                     | 12                                     | 14                                     | 22                                     | uit                                    |

### Nationale Top 100
| Hitnotering: 10-11-1990 t/m 02-02-1991 | Hitnotering: 10-11-1990 t/m 02-02-1991 | Hitnotering: 10-11-1990 t/m 02-02-1991 | Hitnotering: 10-11-1990 t/m 02-02-1991 | Hitnotering: 10-11-1990 t/m 02-02-1991 | Hitnotering: 10-11-1990 t/m 02-02-1991 | Hitnotering: 10-11-1990 t/m 02-02-1991 | Hitnotering: 10-11-1990 t/m 02-02-1991 | Hitnotering: 10-11-1990 t/m 02-02-1991 | Hitnotering: 10-11-1990 t/m 02-02-1991 | Hitnotering: 10-11-1990 t/m 02-02-1991 | Hitnotering: 10-11-1990 t/m 02-02-1991 | Hitnotering: 10-11-1990 t/m 02-02-1991 | Hitnotering: 10-11-1990 t/m 02-02-1991 |
| Week                                   | 1                                      | 2                                      | 3                                      | 4                                      | 5                                      | 6                                      | 7                                      | 8                                      | 9                                      | 10                                     | 11                                     | 12                                     |                                        |
| -------------------------------------- | -------------------------------------- | -------------------------------------- | -------------------------------------- | -------------------------------------- | -------------------------------------- | -------------------------------------- | -------------------------------------- | -------------------------------------- | -------------------------------------- | -------------------------------------- | -------------------------------------- | -------------------------------------- | -------------------------------------- |
| Positie                                | 98                                     | 91                                     | 81                                     | 63                                     | 38                                     | 25                                     | 20                                     | 16                                     | 16                                     | 27                                     | 40                                     | 73                                     | uit                                    |

### NPO Radio 2 Top 2000
| Nummer met noteringen in de NPO Radio 2 Top 2000 | '14  | '15  | '16  | '17  | '18  | '19  | '20  | '21  | '22  |
| ------------------------------------------------ | ---- | ---- | ---- | ---- | ---- | ---- | ---- | ---- | ---- |
| Love Rears Its Ugly Head                         | 1566 | 1623 | 1383 | 1490 | 1787 | 1810 | 1796 | 1959 | 1958 |

1. ↑  Een vetgedrukt getal geeft de hoogste notering aan.
2. ↑  2014 was het eerste jaar met een notering voor dit nummer.
3. ↑  Deze tabel is bijgewerkt tot en met de laatste editie (2024).